# Chalchal
Chalchal – miasto w Iranie, w ostanie Ardabil. W 2011 roku miasto liczyło 41 165 mieszkańców.